# Kistokaj
Kistokaj es un municipio húngaro del condado de Borsod-Abaúj-Zemplén. Se sitúa en la región de Hungría Septentrional a 5 kilómetros de Miskolc, la capital del condado y a 172 kilómetros de Budapest, la capital de Hungría.
Tiene una población de 2 109 habitantes y está conformado por 714 casas.

## Geografía física
Kistokaj está ubicada en el inicio de la Gran Llanura Húngara, a 20 kilómetros de las montañas Bükk y en las inmediaciones de los ríos Hejő, Szinva y Sajó. Sus coordenadas geográficas son: 48.04200°N 20.83950°E. Tiene una extensión de 9.75 km². De acuerdo con la Oficina Central de Estadística Húngara, Kistokaj ocupa 976 hectáreas.
Kistokaj limita al norte y oeste con Miskolc, al sur con Mályi y al este con Sajópetri.